# Bayāt-e Pā'īn
Bayāt-e Pā'īn (persiska: بیات پائین, Bayāt-e Soflá, Bayāt-e Pā’īn) är en ort i Iran.   Den ligger i provinsen Östazarbaijan, i den nordvästra delen av landet, 400 km nordväst om huvudstaden Teheran. Bayāt-e Pā'īn ligger 1 744 meter över havet och antalet invånare är 391.
Terrängen runt Bayāt-e Pā'īn är kuperad. Runt Bayāt-e Pā'īn är det ganska glesbefolkat, med 40 invånare per kvadratkilometer. Närmaste större samhälle är Torkmanchay, 12,9 km norr om Bayāt-e Pā'īn. Trakten runt Bayāt-e Pā'īn består i huvudsak av gräsmarker.